# Università Nazionale di Seul
L'Università Nazionale di Seul (in coreano: 서울대학교, in inglese: Seoul National University o SNU) è un'università statale mista con sede nella città di Seul, la capitale della Corea del Sud. Conosciuta colloquialmente come Seuldae,  è comunemente considerata l'università più prestigiosa del paese con un campus principale situato nel distretto Gwanak-gu della capitale, ed altri due campus.

Attualmente, l'università consiste di 16 college (facoltà), 83 dipartimenti (corsi di laurea), 53 istituti specialistici (corsi di laurea specialistica) e 13 laboratori o centri di ricerca. L'università ha un totale di circa 28.011 studenti.

## Storia

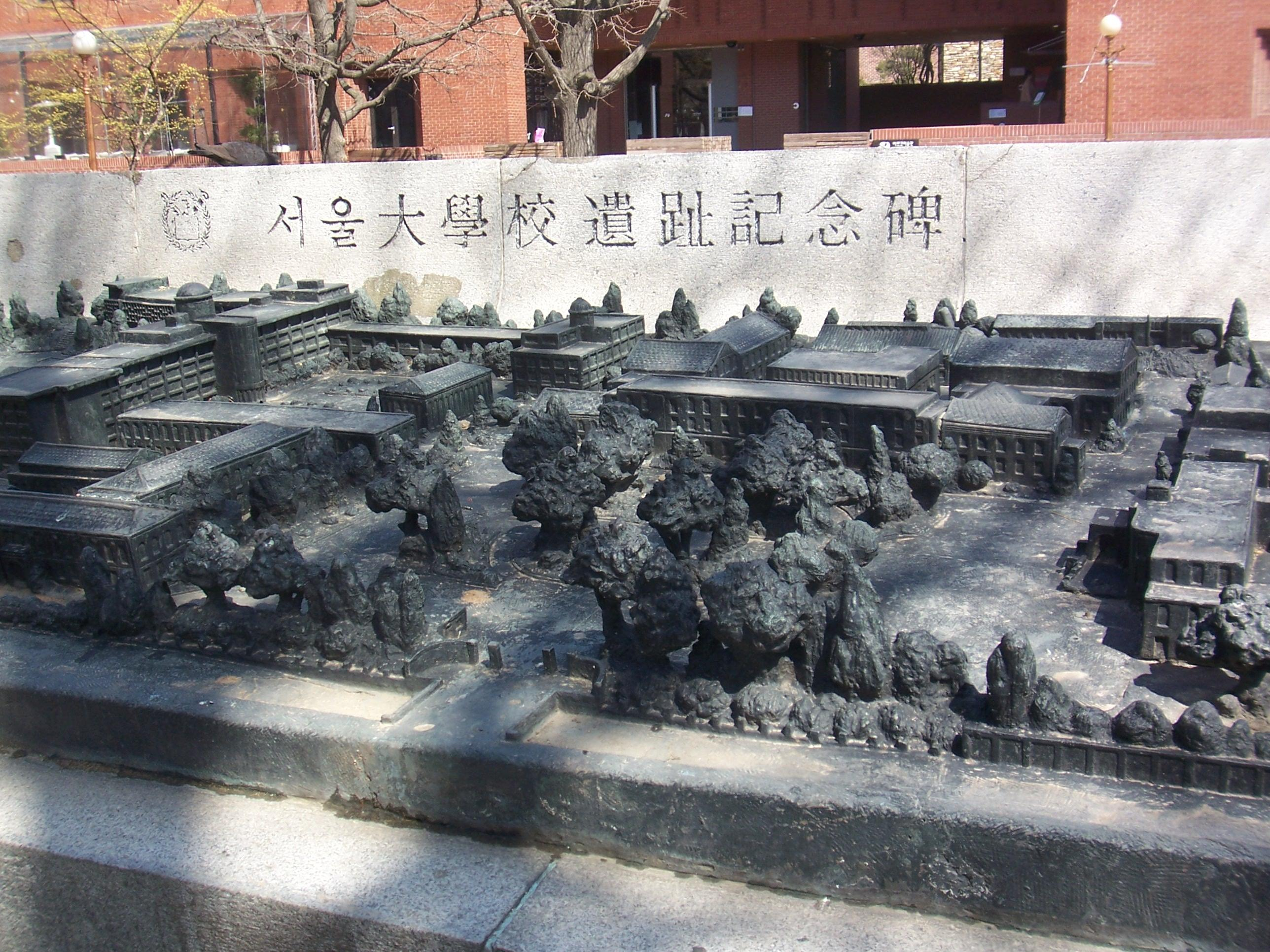
Modello di bronzo del campus precedente a Jongno

L'università è stata fondata nel 1946.
- Università di Gyeongseong (경성대학교)
- College di Diritto de Gyeongseong (경성법학전문학교)
- College Industriale di Gyeongseong (경성공업전문학교)
- College di Industria mineraria di Gyeongseong (경성광산전문학교)
- College Medicina di Gyeongseong (경성의학전문학교)
- College di Agricoltura di Suwon (수원농림전문학교)
- College di Economia di Gyeongseong (경성경제전문학교)
- College di Odontoiatria di Gyeongseong (경성치과의학전문학교)
- College di Educazione di Gyeongseong (경성사범학교)
- College di Educazione Femminile di Gyeongseong (경성여자사범학교)

## Organizzazione
| - College of Humanities - College of Social Sciences - College of Business Administration - College of Education - College of Human Ecology - College of Natural Sciences - College of Agriculture and Life Sciences - College of Veterinary Medicine - College of Pharmacy - College of Medicine - College of Nursing - College of Engineering - College of Fine Arts - College of Music - College of Liberal Studies | - Graduate School - Graduate School of Business - Graduate School of Convergence Science & Technology - Graduate School of Dentistry - Graduate School of Environmental Studies - Graduate School of International Studies - Graduate School of Public Administration - Graduate School of Public Health - School of Law - School of Medicine |